# Santa Cruz de las Flores, Oaxaca
Santa Cruz de las Flores är en ort i Mexiko.   Den ligger i kommunen San Agustín Loxicha och delstaten Oaxaca, i den sydöstra delen av landet, 500 km sydost om huvudstaden Mexico City. Santa Cruz de las Flores ligger 1 168 meter över havet och antalet invånare är 291.
Terrängen runt Santa Cruz de las Flores är kuperad västerut, men österut är den bergig. Terrängen runt Santa Cruz de las Flores sluttar västerut. Runt Santa Cruz de las Flores är det ganska tätbefolkat, med 83 invånare per kvadratkilometer. Närmaste större samhälle är San Agustín Loxicha, 3,6 km öster om Santa Cruz de las Flores. I omgivningarna runt Santa Cruz de las Flores växer i huvudsak städsegrön lövskog.